# Ninnis-Gletscher
Der Ninnis-Gletscher ist ein an der ostantarktischen Georg-V.-Küste in den Südlichen Ozean mündender Gletscher. Er liegt in dem von Australien beanspruchten Antarktisterritorium.

## Namensgebung
Im Dezember 1911 begann die Australasiatische Antarktisexpedition unter Führung des australischen Geologen Douglas Mawson. Ziel der Expedition war zunächst die Kartographierung des etwa 2000 Kilometer langen, dem australischen Kontinent zugewandten Küstenstreifens. Ferner diente die Expedition der Erkundung und Erforschung bisher unbekannten Terrains, auch der erste in der Antarktis gefundene Meteorit Adelie Land entstammt dieser Expedition. Informationen über Adelie Land (Memento vom 28. September 2007 im Internet Archive)
Im November 1912 begannen drei Polarforscher – der Australier Mawson, der Schweizer Xavier Mertz und der Brite Belgrave Ninnis – eine mehrwöchige Erkundung des King George V Land mittels Hundeschlitten. Am 14. Dezember 1912 stürzte Ninnis in eine Gletscherspalte und mit ihm sechs Hunde sowie der größte Teil der Verpflegung. Mawson notierte über diesen Augenblick in seinem Expeditionsbericht:
„Halb von Sinnen winkte ich Mertz zu, meinen Schlitten zu bringen…ich beugte mich vor und rief in die dunkle Tiefe hinab. Kein Laut drang zurück, nur das Winseln eines Hundes, der auf einem zufällig sichtbaren Vorsprung 45 Meter tief unten hängen geblieben war… Dicht daneben waren, wie es in der Dunkelheit schien, die Überreste eines Zeltes und eines Leinensacks mit Nahrungsmitteln für 14 Tage für drei Mann. Wir brachen die Firnbrücke ganz auf, beugten uns durch ein Seil gesichert vor und riefen in die Dunkelheit hinunter, in der Hoffnung, dass unser Kamerad noch am Leben sein möchte. Drei Stunden lang riefen wir unaufhörlich, aber keine Antwort kam zurück.“
Mawson und Mertz brachen daraufhin die Erkundung ab und versuchten, in das über 500 Kilometer weit entfernte Basislager zurückzukehren. Der erste Gletscher, den sie auf der Rückfahrt überquerten, nannten sie Ninnis-Gletscher. Mertz überlebte die Rückfahrt nicht. Mawson erreichte das Basislager am 8. Februar 1912.

## Glaziologie

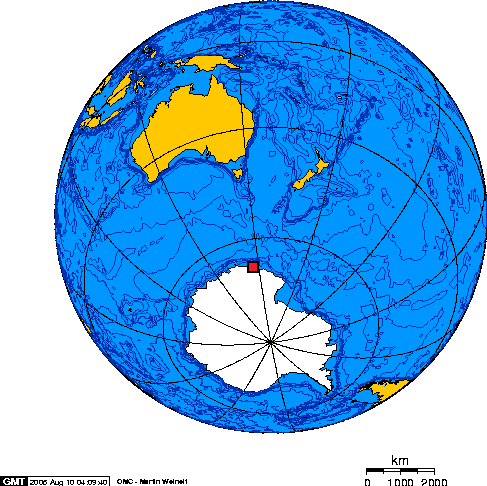
Lage des Gletschers

Gletscher sind riesige Eismassen, die sich auf Land oder Schnee befinden und sich aufgrund der Hangneigung, der Struktur des Eises, der Temperatur und der aus der Masse des Eises hervorgehenden Schubspannung eigenständig bewegen.
Während der Australasiatischen Antarktisexpedition wurde der Gletscher 1912 vermessen. Nach einer Untersuchung von 1996 ging man davon aus, dass die Größe des Gletschers vom Jahr seiner Vermessung bis 1993 um zwei Drittel abgenommen hatte. Eine neuere Studie von 1998 zog jedoch die Genauigkeit der damaligen Messtechniken in Zweifel. Nach dieser Studie gab es zu Beginn der 1950er-Jahre große Abbrüche an der Gletscherzunge. Die größten Verluste an der Masse des Gletschers traten jedoch nach 1980 auf. Durch Scherkräfte entstand eine Spaltung der Gletscherzunge, die bis 1993 rund 60 Prozent des in den Ozean ragenden Teiles umfasste. Im Januar 2000 brach ein 900 Quadratkilometer großer Teil der Gletscherzunge ab. Dieser abgebrochene Teil brach kurz darauf wiederum entzwei, so dass zwei riesige Eisberge jeweils von der Fläche Berlins entstanden.